# Gilberto Oliveira Souza Júnior
Gilberto Oliveira Souza Júnior meglio noto solo come Gilberto (Piranhas, 5 giugno 1989) è un calciatore brasiliano, attaccante della Juventude.

## Statistiche

### Presenze e reti nei club
Statistiche aggiornate al 2 agosto 2016.
| Stagione             | Squadra              | Campionato           | Campionato | Campionato | Coppe nazionali | Coppe nazionali | Coppe nazionali | Coppe continentali | Coppe continentali | Coppe continentali | Altre coppe | Altre coppe | Altre coppe | Totale | Totale |
| Stagione             | Squadra              | Comp                 | Pres       | Reti       | Comp            | Pres            | Reti            | Comp               | Pres               | Reti               | Comp        | Pres        | Reti        | Pres   | Reti   |
| -------------------- | -------------------- | -------------------- | ---------- | ---------- | --------------- | --------------- | --------------- | ------------------ | ------------------ | ------------------ | ----------- | ----------- | ----------- | ------ | ------ |
| 2011                 | Internacional        | A                    | 13         | 1          | -               | -               | -               | -                  | -                  | -                  | -           | -           | -           | 13     | 1      |
| 2012                 | Internacional        | A                    | 6          | 1          | -               | -               | -               | CL                 | 4                  | 1                  | -           | -           | -           | 10     | 2      |
| 2012                 | Sport Recife         | A                    | 25         | 7          | -               | -               | -               | -                  | -                  | -                  | -           | -           | -           | 25     | 7      |
| 2013                 | Internacional        | A                    | 3          | 0          | -               | -               | -               | -                  | -                  | -                  | -           | -           | -           | 3      | 0      |
| Totale Internacional | Totale Internacional | Totale Internacional | 47         | 9          |                 |                 |                 |                    | 4                  | 1                  |             |             |             | 51     | 10     |
| 2013                 | Portoguesa           | A                    | 24         | 14         | -               | -               | -               | -                  | -                  | -                  | -           | -           | -           | 24     | 14     |
| 2014                 | Toronto FC           | MLS                  | 28         | 7          | -               | -               | -               | -                  | -                  | -                  | CC          | 4           | 0           | 32     | 7      |
| 2015                 | Vasco da Gama        | A                    | 12         | 0          | -               | -               | -               | -                  | -                  | -                  | -           | -           | -           | 12     | 0      |
| 2015                 | Chicago Fire         | MLS                  | 10         | 5          | LHUSOC          | 1               | 0               | -                  | -                  | -                  | -           | -           | -           | 11     | 5      |
| mar.-lug. 2016       | Chicago Fire         | MLS                  | 9          | 0          | -               | -               | -               | -                  | -                  | -                  | -           | -           | -           | 9      | 0      |
| Totale Chicago Fire  | Totale Chicago Fire  | Totale Chicago Fire  | 19         | 5          |                 | 1               | 0               |                    |                    |                    |             |             |             | 20     | 5      |
| lug. 2016-           | San Paolo            | A                    | 1          | 0          | -               | -               | -               | -                  | -                  | -                  | -           | -           | -           | 1      | 0      |
| Totale carriera      | Totale carriera      | Totale carriera      | 131        | 35         |                 | 1               | 0               |                    | 4                  | 1                  |             | 4           | 0           | 140    | 36     |

## Palmarès

### Club

#### Competizioni statali
- Campionato Pernambucano: 1

Santa Cruz: 2011
- Campionato Gaúcho: 2

Internacional: 2012, 2013

### Individuale
- Capocannoniere della Copa do Nordeste: 2

2019 (8 reti), 2021 (8 reti)